# Hammermühlbach (Kollbach)
Der Hammermühlbach ist ein Bach im Stadtgebiet von Deggendorf.

## Geographie

### Verlauf
Die Quelle des Hammermühlbachs liegt südöstlich des Oberbergs und östlich der Kanzel auf etwa 420 Höhenmetern. Bereits nach ca. 330 Metern erreicht der Bach einen der unteren Pumpspeicher-Stauseen der Ruselkraftwerke und durchfließt den See auf etwa 110 Metern Länge. In diesem See mündet rechtsseitig der Breitenbach. Nach weiteren 169 Metern mündet ebenfalls rechtsseitig der Höllbach. Die namensgebenden Weiler Waffenhammer und Neumühle folgen links- und rechtsseitig des Baches. 1,951 km nach dem Höllbach fließt der Mietrachinger Bach zu und weitere 1,119 km bachabwärts erfolgt die Mündung in den Kollbach, nahe dem Deggendorfer Stadtpark und der Bundesstraße 11.

### Zuflüsse und Seen
Hierarchische Liste der Zuflüsse und  Seen von der Quelle zur Mündung.
Quelle des Hammermühlbach auf etwa 420 m ü. NHN etwas westlich und unterhalb von Großfilling. Der Hammermühlbach fließt durchweg etwa westwärts.
- Durchfließt den unteren Stausee bei Kleinwalding
- Breitenbach, von rechts im unteren Stausee
  -  Durchfließt zuvor den oberen Stausee bei Kleinwalding
- Höllbach, von rechts und Ostnordosten bei Kleinwalding
  - Irlmoosbach, von rechts und Nordosten südlich von Frohnreut
  - Greisinger Bach, von rechts und Westnordwesten gleich nach dem vorigen
  - Saulochbach, von rechts und Norden bei Zwieslerbruck, 6,3 km mit Oberlauf Lppsbach und 19,5 km². Fließt vor der Rohrmünzmühle aus seinen Oberläufen zusammen
    - .Loosbach, linker Oberlauf aus dem Osten
      - Salzbach, von rechts aus dem Norden

    - Schwallwiesbach, rechter Oberlauf aus dem Norden
    -  Durchfließt einen Stausee bei Kreut
    - Tattenbergbach, von links und Ostnordosten gegenüber Schwemmberg

  -  Passiert einen See am linken Ufer nach Zwieslerbruck
  - Murrbach, mit Oberlaufname Lohgraben bis wenig nach Schwemmberg, von rechts und Norden in Mietraching
- Mietrachinger Bach, von rechts und Nordosten in Deggendorf

Mündung des Hammermühlbachs von links und Osten auf etwa 314 m ü. NHN nördlich des Deggendorfer Stadtparks in den Kollbach. Der Hammermühlbach ist auf seinem Namenslauf ab seinem Ursprung bei Großfilling 3,7 km, auf dem viel längeren Strang beginnend an dem Ursprung des Höllbachs sogar 9,6 km lang und hat ein 28,3 km² großes Einzugsgebiet, zu dem der Höllbach den größten Teil beiträgt.

### BayernAtlas („BA“)
Amtliche Online-Gewässerkarte mit passendem Ausschnitt und den hier benutzten Layern: Lauf und Einzugsgebiet des Hammermühlbachs

Allgemeiner Einstieg ohne Voreinstellungen und Layer: BayernAtlas der Bayerischen Staatsregierung (Hinweise)
1. 1 2 3 4  Höhe abgefragt auf dem Hintergrundlayer Amtliche Karte (Rechtsklick).
2. 1 2  Länge abgemessen auf dem Hintergrundlayer Amtliche Karte.

### Gewässerverzeichnis Bayern („GV“)
1. 1 2  Länge nach: Verzeichnis der Bach- und Flussgebiete in Bayern – Flussgebiet Naab bis Isar, Seite 110 des Bayerischen Landesamtes für Umwelt, Stand 2016 (PDF; 2,8 MB) (Seitenzahl kann sich ändern.)
2. 1 2  Einzugsgebiet nach: Verzeichnis der Bach- und Flussgebiete in Bayern – Flussgebiet Naab bis Isar, Seite 110 des Bayerischen Landesamtes für Umwelt, Stand 2016 (PDF; 2,8 MB) (Seitenzahl kann sich ändern.)